# Torre Canne
Torre Canne ist eine Fraktion der italienischen Gemeinde Fasano in der Provinz Brindisi, Region Apulien. Der Ortsname leitet sich vom Wahrzeichen des Ortes ab. „Torre Canne“ bedeutet so viel wie „Zuckerrohr-Turm“.

## Geografie
Der Ort liegt etwa 9,5 km östlich von Fasano und etwa 50 km nordwestlich von Brindisi entfernt an der Adria-Küste.

## Geschichte
Bereits im 19. Jahrhundert waren die Thermalquellen bekannt, aber erst im 20. Jahrhundert wurden sie erschlossen. 
Die Dünengebiete von Torre Canne beherbergen viele Tiere, die auf der Roten Liste Italiens stehen und bilden seit 2006 das Naturschutzgebiet Parco naturale regionale Dune costiere da Torre Canne a Torre San Leonardo.
Bekannt wurde der Ort 1985 in Deutschland, als Norbert Poehlke, der in Deutschland als Hammermörder gesucht wurde, am 22. Oktober 1985 hier zunächst seinen Sohn erschoss und sich dann selbst mit seiner Dienstwaffe tötete. Auf der Flucht verbrachte er vor seinem Suizid noch einige Tage hier in der Gegend. Er hatte insgesamt sechs Morde begangen.

## Wirtschaft
Die etwas über 400 Einwohner leben vom Fischfang, der Ernte von Oliven und etwas Tourismus. 